# Programa Nimbus

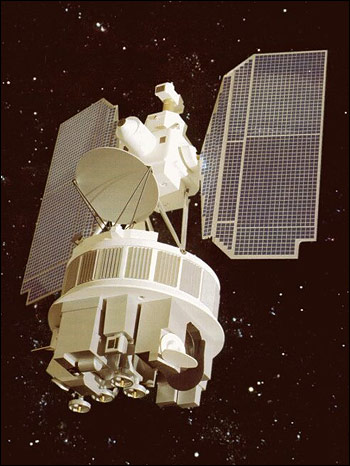
Recreació artística del disseny general de la sèrie de satèl·lits Nimbus. Els panells solars es movien al llarg del dia seguint al sol durant la part de llum diürna de l'òrbita del satèl·lit. El satèl·lit de 3 metres tenia un sistema de control de la posició en la part alta, separat de l'anell de sensors 1,5 m (centre) per unes barres. L'anell de sensors es mantenia per mitjà de bateries i electrònica per a cada un dels sensors muntats a la part baixa de l'anell.

El programa Nimbus constituí una sèrie de 7 satèl·lits artificials de la NASA llençats entre l'agost del 1964 i l'octubre del 1978. Foren col·locats a l'òrbita polar a un miler de km de la Terra. Foren usats com a laboratori d'equips meteorològics. També es coneix com a nimbus una mena de núvol.
Els satèl·lits van ser dissenyats per servir com estabilitzat, plataformes orientes cap a la Terra per provar sistemes avançats per detectar i recollir dades científiques de l'atmosfera. Set naus espacials Nimbus han estat llançades a òrbita gairebé polar, òrbita heliosíncrona, començant amb la que es va enlairar el 28 d'agost de 1964. A bord dels satèl·lits Nimbus anaven diversos instruments per obtenir imatges, so, i altres estudis en diferents regions espectrals. Els satèl·lits van ser llançats a bord de coets Thor-Agena (Nimbus 1-4) i coets Delta (Nimbus 5-7).
Durant un període de 20 anys des del llançament del primer satèl·lit de la sèrie Nimbus va ser la principal plataforma de desenvolupament i investigació de les missions dels Estats Units per la tele-observació de la Terra. Els set satèl·lits Nimbus, llançats en un període de catorze anys, van enviar les seves observacions espacials del planeta durant un total trenta anys. La NASA va transferir la tecnologia provada i millorada per les missions Nimbus per l'Administració Nacional Oceànica i Atmosfèrica (NOAA, de les seves inicials angleses National Oceanic and Atmospheric Administration) per als seus instruments de satèl·lits operatius. La tecnologia i les lliçons apreses en les missions Nimbus van ser patrimoni de la majoria dels satèl·lits d'observació terrestre de la NASA i la NOAA llançat en les dues últimes dècades del segle XX i la primera del XXI.

## Historial dels Nimbus
| satèl·lit | Llançament          | Decaïment           |
| --------- | ------------------- | ------------------- |
| Nimbus 1  | 28 d'agost 1964     | 16 de maig 1974     |
| Nimbus 2  | 15 de maig 1966     | 17 de gener 1969    |
| Nimbus B  | 18 de maig 1968     | Sortida nul·la      |
| Nimbus 3  | 14 d'abril 1969     | 22 de gener 1972    |
| Nimbus 4  | 8 d'abril 1970      | 30 de setembre 1980 |
| Nimbus 5  | 11 de desembre 1972 |                     |
| Nimbus 6  | 12 de juny 1975     |                     |
| Nimbus 7  | 24 d'octubre 1978   | 1994                |